# Dreamer (chanson de Supertramp)
Pour les articles homonymes, voir Dreamer.
Singles de Supertramp
Land Ho
(1974) Bloody Well Right
(1975)
Pistes de Crime of the Century
Asylum Rudy
Dreamer est une chanson du groupe de rock progressif anglais Supertramp écrite par Roger Hodgson, mais créditée Davies/Hodgson. Elle apparaît pour la première fois sur l'album Crime of the Century paru en 1974. On la retrouve également sur l'album live Paris, sorti en 1980.
Après le départ de Roger Hodgson, ce titre n'avait jamais été repris en live par le groupe jusqu'à sa reformation en 2010. C'est désormais Gabe Dixon qui en assure le chant principal, Jesse Siebenberg étant au clavier Wurlitzer.
Le 18 octobre 2010, lors du premier concert parisien de la tournée, le groupe jouait "Dreamer" au sein même de la capitale française pour la première fois depuis novembre 1979 (version disponible sur l'album Paris). En effet, lors de la tournée promotionnelle de Famous Last Words en 1983 (la dernière avec Roger Hodgson), le groupe était passé par le Parc de Sceaux.
"Dreamer" est également disponible sur les albums live suivants :
- Supertramp
  - 1972/1974 — BBC Sessions
  - 1980 — Paris, enregistré en 1979
  - 1983 — Munich '83 (disque pirate)
  - 2001 — Is Everybody Listening, enregistré en 1975
  - 2010 — 70-10 Tour

- Roger Hodgson
  - 1998 — Live In Chile
  - 2006 — Take the Long Way Home: Live in Montreal, DVD
  - 2010 — Classics Live

## Musiciens
- Roger Hodgson : chant principal, chœurs, piano électrique Wurlitzer, guitare électrique
- Rick Davies : chant principal, chœurs, piano électrique Wurlitzer, orgue Hammond
- John Helliwell : chœurs, harmonica de verre, célesta
- Dougie Thomson : basse
- Bob Siebenberg : batterie, vibraphone, castagnettes, tambourin

## Classements
| Classement (1975)              | Meilleure position |
| ------------------------------ | ------------------ |
| Royaume-Uni (UK Singles Chart) | 13                 |
| Nouvelle-Zélande (RMNZ)        | 34                 |

| Classement (1980)              | Meilleure position |
| ------------------------------ | ------------------ |
| Pays-Bas (Single Top 100)      | 31                 |
| France (SNEP)                  | 44                 |
| Canada (RPM 50 Singles)        | 1                  |
| États-Unis (Billboard Hot 100) | 15                 |